# Oceania Rugby Junior Trophy 2018
El Oceania Rugby Junior Trophy del 2018 fue la cuarta edición del torneo que organiza Oceania Rugby.
El evento se desarrolló en Samoa y participaron, el equipo locatario y Tonga. Se disputó una serie de dos partidos, ambos ganados por Tonga, obteniendo así el torneo y la clasificación al Trofeo Mundial del 2019.

## Equipos participantes
- Selección juvenil de rugby de Samoa (Samoa M20)
- Selección juvenil de rugby de Tonga (Junior ‘Ikale Tahi)

## Posiciones
| Pos. | Equipo | Encuentros | Encuentros | Encuentros | Encuentros | Tantos  | Tantos    | Tantos     | Puntos |
| Pos. | Equipo | jugados    | ganados    | empatados  | perdidos   | a favor | en contra | diferencia | Puntos |
| ---- | ------ | ---------- | ---------- | ---------- | ---------- | ------- | --------- | ---------- | ------ |
| 1    | Tonga  | 2          | 2          | 0          | 0          | 43      | 32        | + 11       | 8      |
| 2    | Samoa  | 2          | 0          | 0          | 2          | 32      | 43        | - 11       | 2      |

Nota: Se otorgan 4 puntos al equipo que gane un partido, 2 al que empate y 0 al que pierda
Puntos Bonus: 1 punto por convertir 4 tries o más en un partido y 1 al equipo que pierda por no más de 7 tantos de diferencia
|  | Campeón y clasifica a Brasil 2019 |

## Resultados

### Primera fecha[3]
| 4 de diciembre 15:00 | Samoa | 12 - 16 | Tonga |  |  |
|                      |       | Reporte |       |  |  |

### Segunda fecha
| 8 de diciembre 15:00 | Samoa | 20 - 27 | Tonga |  |  |
|                      |       | Reporte |       |  |  |

| Bandera de Tonga |
| Campeón Tonga    |
| Primer título    |